# Avirostrum
Avirostrum là một chi bướm đêm thuộc họ Erebidae.

## Các loài
- Avirostrum pratti Bethune-Baker, 1908